# UCI Asia Tour 2021
Die UCI Asia Tour 2021 war die 17. Austragung einer Serie von Straßenradrennen auf dem asiatischen Kontinent, die zwischen dem 28. Mai 2021 und dem 10. Oktober 2021 stattfand. Die UCI Asia Tour ist Teil der UCI Continental Circuits und liegt von ihrer Wertigkeit unterhalb der UCI ProSeries und der UCI WorldTour.
Die Rennserie umfasste 1 Eintages- und 2 Etappenrennen, die in die UCI-Kategorien eingeteilt wurden. Aufgrund der Corona-Pandemie mussten mehrere Rennen abgesagt werden.
Die Gesamtwertung für Fahrer, Teams und Nationen basierte nicht auf den Ergebnissen der UCI Asia Tour-Rennen, sondern auf den Punkten der UCI-Weltrangliste (Abschlusswertung am 31. Oktober). In die Wertung kamen jedoch nur Fahrer und Teams der Nationen des asiatischen Kontinents. Folglich war es möglich die UCI Asia Tour zu gewinnen, ohne an einem ihrer Rennen teilgenommen zu haben. Die Teamwertung, die sich aus den Ergebnissen der 10 besten Fahrer ergab, war UCI ProTeams und UCI Continental Teams vorbehalten. UCI WorldTeams waren von der Teamwertung ausgeschlossen. Für die Nationenwertung wurden die Ergebnisse der besten 8 Fahrer herangezogen.

## Rennen
Im Rahmen der UCI Asia Tour 2020 finden 22 Rennen statt. Die Tour de Langkawi (2.Pro), wurde aufgrund der COVID19-Pandemie abgesagt.
| Datum                   | Land | Rennen                                                       | Klasse | Sieger            | Team                         |
| ----------------------- | ---- | ------------------------------------------------------------ | ------ | ----------------- | ---------------------------- |
| 11.–16. Mai 2021        | THA  | The Princess Maha Chakri Sirindhorn's Cup - Tour of Thailand | 2.1    | abgesagt          | abgesagt                     |
| 28.–30. Mai 2021        | JPN  | Tour of Japan                                                | 2.2    | Nariyuki Masuda   | Utsunomiya Blitzen           |
| 29. Mai – 06. Juni 2021 | CHN  | Tour of Taiyuan                                              | 2.2    | abgesagt          | abgesagt                     |
| 4.–6. Juni 2021         | SRI  | Sri Lanka T-Cup                                              | 2.2    | abgesagt          | abgesagt                     |
| 29. Juni – 3. Juli 2021 | MAS  | Jelajah Malaysia / Tour of Malaysia                          | 2.2    | abgesagt          | abgesagt                     |
| 4.–11. Juli 2021        | CHN  | Tour of Qinghai Lake                                         | 2.Pro  | Zhishan Zhang     | Tianyoude Hotel Cycling Team |
| 23.–28. August 2021     | INA  | Tour d’Indonesia                                             | 2.1    | abgesagt          | abgesagt                     |
| 28.–29. August 2021     | KAZ  | Tour of Almaty                                               | 2.1    | abgesagt          | abgesagt                     |
| 3.–5. September 2021    | CHN  | Tour of Xingtai                                              | 2.2    | abgesagt          | abgesagt                     |
| 4.–12. September 2021   | INA  | Tour de Singkarak                                            | 2.2    | abgesagt          | abgesagt                     |
| 5.–9. September 2021    | TPE  | Tour de Taiwan                                               | 2.1    | abgesagt          | abgesagt                     |
| 24.–26. September 2021  | JPN  | Tour de Hokkaido                                             | 2.2    | abgesagt          | abgesagt                     |
| 1.–7. Oktober 2021      | CHN  | Tour of Fuzhou                                               | 2.1    | abgesagt          | abgesagt                     |
| 9.–12. Oktober 2021     | CHN  | Tour of Taihu Lake                                           | 2.Pro  | abgesagt          | abgesagt                     |
| 10. Oktober 2021        | JPN  | Oita Urban Classic                                           | 1.2    | Francisco Mancebo | Matrix Powertag              |
| 13.–17. Oktober 2021    | MAS  | Tour of Peninsular                                           | 2.1    | abgesagt          | abgesagt                     |
| 17. Oktober 2021        | JPN  | Japan Cup Cycle Road Race                                    | 1.Pro  | abgesagt          | abgesagt                     |
| 19.–23. Oktober 2021    | SAU  | Saudi Tour                                                   | 2.1    | abgesagt          | abgesagt                     |
| 29.–31. Oktober 2021    | JPN  | Tour de Kumano                                               | 2.2    | abgesagt          | abgesagt                     |

## Gesamtwertung
| Platz | Fahrer                        | Nation | Team                    | Punkte |
| ----- | ----------------------------- | ------ | ----------------------- | ------ |
| 1.    | Alexei Luzenko                | KAZ    | Astana-Premier Tech     | 1230   |
| 2.    | Nariyuki Masuda               | JPN    | Utsunomiya Blitzen      | 174    |
| 3.    | Sainbajaryn Dschambaldschamts | MNG    | Terengganu Cycling Team | 158    |
| 4.    | Masaki Yamamoto               | JPN    | Kinan Cycling Team      | 136    |
| 5.    | Jewgeni Fedorow               | KAZ    | Astana-Premier Tech     | 123    |

| Platz | Team                    | Nation | Punkte |
| ----- | ----------------------- | ------ | ------ |
| 1.    | Terengganu Cycling Team | MAS    | 856,67 |
| 2.    | Vino-Astana Motors      | KAZ    | 232    |
| 3.    | Kuwait Pro Cycling Team | KWT    | 230,33 |
| 4.    | Utsunomiya Blitzen      | JPN    | 185    |
| 5.    | Kinan Cycling Team      | JPN    | 177    |

| Platz | Nation     | Punkte  |
| ----- | ---------- | ------- |
| 1.    | Kasachstan | 1818,71 |
| 2.    | Japan      | 698     |
| 3.    | Mongolei   | 368     |
| 4.    | Oman       | 239     |
| 5.    | Thailand   | 233     |